# Lijst van medewerkers van Viaplay
Hieronder volgt een lijst van medewerkers die bij of voor Viaplay werken of gewerkt hebben.
Legenda
 = Huidige presentatoren zijn voorzien van een rood blokje.

## A
|  | Naam              | Periode   | Functie | Programma (Sport)                                          | Opmerkingen |
|  | ----------------- | --------- | ------- | ---------------------------------------------------------- | ----------- |
|  | Christijan Albers | 2022–0000 | Analist | F1 Shakedown, F1 Track Talk, Viaplay Formule 1 (Formule 1) | [ 1 ]       |

## B
|  | Naam                     | Periode   | Functie        | Programma (Sport)                                                                       | Opmerkingen |
|  | ------------------------ | --------- | -------------- | --------------------------------------------------------------------------------------- | ----------- |
|  | Soenil Bahadoer          | 2022      |                | Celebrity MasterChef                                                                    | [ 2 ]       |
|  | Raymond van Barneveld    | 2022–0000 | Analist        | Viaplay Darts (Darts)                                                                   |             |
|  | John de Bever            | 2022      | Co-commentator | (Zaalvoetbal)                                                                           | [ 3 ]       |
|  | Sebastiaan Bleekemolen   | 2022–0000 | Co-commentator | F1 Shakedown, F1 Track Talk, Viaplay Formule 1 (Formule 1 en 2)                         | [ 4 ]       |
|  | Frank de Boer            | 2022–0000 | Analist        | Viaplay Voetbal (Voetbal)                                                               |             |
|  | Teun de Boer             | 2022–2024 | Commentator    | (Darts en voetbal)                                                                      | Freelancer  |
|  | Amber Brantsen           | 2022–0000 | Presentatrice  | F1 Shakedown, F1 Talks - Mika, David, Tom, F1 Track Talk, Viaplay Formule 1 (Formule 1) | [ 6 ]       |
|  | Joël Broekaert           | 2022      |                | Celebrity MasterChef                                                                    | [ 2 ]       |
|  | Giovanni van Bronckhorst | 2023–2024 | Analist        | Viaplay Voetbal (Voetbal)                                                               |             |
|  | Mark Bult                | 2023      | Analist        | (Handbal)                                                                               |             |
|  | Rudy van Buren           | 2022–0000 | Analist        | F1 Shakedown, F1 Track Talk, In de Slipstream, Viaplay Formule 1 (Formule 1)            |             |

## C
|  | Naam            | Periode   | Functie     | Programma (Sport)                                          | Opmerkingen |
|  | --------------- | --------- | ----------- | ---------------------------------------------------------- | ----------- |
|  | Tom Copier      | 2022–0000 | Commentator | Viaplay Voetbal (Voetbal)                                  | Freelancer  |
|  | Tom Coronel     | 2022–0000 | Analist     | F1 Shakedown, F1 Track Talk, Viaplay Formule 1 (Formule 1) | [ 1 ]       |
|  | David Coulthard | 2022–0000 | Analist     | F1 Talks - Mika, David, Tom, Viaplay Formule 1 (Formule 1) | [ 1 ]       |
|  | Simon Cziommer  | 2022–0000 | Analist     | Viaplay Voetbal (Voetbal)                                  |             |

## D
|  | Naam         | Periode   | Functie     | Programma (Sport) | Opmerkingen |
|  | ------------ | --------- | ----------- | ----------------- | ----------- |
|  | Leo Driessen | 2022–0000 | Commentator | (Voetbal)         | Freelancer  |

## E
|  | Naam            | Periode   | Functie     | Programma (Sport)            | Opmerkingen |
|  | --------------- | --------- | ----------- | ---------------------------- | ----------- |
|  | Danny Elberse   | 2022–0000 | Commentator | Porsche Supercup (Autosport) |             |
|  | Manon van Essen | 2022      |             | Dragons' Den                 | [ 7 ]       |

## F
|  | Naam               | Periode   | Functie       | Programma (Sport)     | Opmerkingen |
|  | ------------------ | --------- | ------------- | --------------------- | ----------- |
|  | Anne-Marie Fokkens | 2022–0000 | Presentatrice | Viaplay Darts (Darts) | [ 8 ]       |

## G
|  | Naam                  | Periode   | Functie      | Programma (Sport)                                                            | Opmerkingen |
|  | --------------------- | --------- | ------------ | ---------------------------------------------------------------------------- | ----------- |
|  | Giedo van der Garde   | 2022–0000 | Analist      | F1 Shakedown, F1 Track Talk, Viaplay Formule 1 (Formule 1)                   | [ 1 ]       |
|  | Jean-Paul van Gastel  | 2023      | Analist      | Viaplay Voetbal (Voetbal)                                                    |             |
|  | Arjan van der Giessen | 2022–0000 | Verslaggever | (Darts)                                                                      | [ 9 ]       |
|  | Dean Gorré            | 2022–2023 | Analist      | Viaplay Voetbal (Voetbal)                                                    |             |
|  | Kees van der Grint    | 2022–0000 | Analist      | F1 Shakedown, F1 Track Talk, In de Slipstream, Viaplay Formule 1 (Formule 1) | [ 10 ]      |
|  | Jesper Grønkjær       | 2022–0000 | Analist      | Viaplay Premier Panel (Voetbal)                                              |             |
|  | Cedric van der Gun    | 2022–0000 | Analist      | Viaplay Voetbal (Voetbal)                                                    |             |

## H
|  | Naam             | Periode   | Functie       | Programma (Sport)                                                  | Opmerkingen   |
|  | ---------------- | --------- | ------------- | ------------------------------------------------------------------ | ------------- |
|  | Anne-Greet Haars | 2022–0000 | Presentatrice | In de Slipstream, Viaplay Formule 1 (Formule 1, Handbal en Hockey) | [ 11 ] [ 12 ] |
|  | Guy Habets       | 2022–0000 | Commentator   | (Voetbal en Darts)                                                 | Freelancer    |
|  | Mika Häkkinen    | 2022–0000 | Analist       | F1 Talks - Mika, David, Tom, Viaplay Formule 1 (Formule 1)         | [ 1 ]         |
|  | Shawn Harris     | 2022      |               | Dragons' Den                                                       | [ 7 ]         |
|  | Melroy Heemskerk | 2022–0000 | Commentator   | Viaplay Formule 1 (Formule 1)                                      | [ 13 ]        |
|  | Jerry Hendriks   | 2022–0000 | Analist       | Viaplay Darts (Darts)                                              |               |
|  | Mike Hezemans    | 2022–0000 | Analist       | Viaplay Formule 1 (Formule 1)                                      |               |
|  | Ellen Hoog       | 2022–2023 | Analist       | (Hockey)                                                           | [ 11 ]        |

## J
|  | Naam          | Periode   | Functie | Programma (Sport)         | Opmerkingen |
|  | ------------- | --------- | ------- | ------------------------- | ----------- |
|  | Nigel de Jong | 2022      | Analist | Viaplay Voetbal (Voetbal) |             |
|  | Siem de Jong  | 2023–0000 | Analist | Viaplay Voetbal (Voetbal) |             |

## K
|  | Naam                  | Periode   | Functie         | Programma (Sport)                                                                      | Opmerkingen   |
|  | --------------------- | --------- | --------------- | -------------------------------------------------------------------------------------- | ------------- |
|  | Allard Kalff          | 2022–0000 | Commentator     | F1 Shakedown, F1 Track Talk, In de Slipstream, Viaplay Formule 1 (Formule 1 en 2)      | [ 4 ]         |
|  | Rob Kamphues          | 2025–0000 | Presentator     | (Formule 1)                                                                            | [ 14 ]        |
|  | Ernest Knoors         | 2022–0000 | Analist         | F1 Shakedown, F1 Track Talk, Viaplay Formule 1 (Formule 1)                             |               |
|  | Chiel van Koldenhoven | 2023–0000 | Verslaggever    | F1 Shakedown, F1 Track Talk, Viaplay Formule 1, Viaplay Voetbal (Formule 1 en Voetbal) | [ 15 ] [ 16 ] |
|  | Stéphane Kox          | 2022      | Verslaggeefster | F1 Shakedown, F1 Track Talk, Viaplay Formule 1 (Formule 1)                             | [ 17 ] [ 18 ] |
|  | Tom Kristensen        | 2022–0000 | Analist         | F1 Talks - Mika, David, Tom, Viaplay Formule 1 (Formule 1)                             | [ 1 ]         |

## L
|  | Naam              | Periode   | Functie | Programma (Sport)                                          | Opmerkingen |
|  | ----------------- | --------- | ------- | ---------------------------------------------------------- | ----------- |
|  | Jan Lammers       | 2022–0000 | Analist | F1 Shakedown, F1 Track Talk, Viaplay Formule 1 (Formule 1) |             |
|  | Jermaine Lens     | 2024–0000 | Analist | Viaplay Voetbal (Voetbal)                                  |             |
|  | Fredrik Ljungberg | 2022–0000 | Analist | Viaplay Premier Panel (Voetbal)                            |             |

## N
|  | Naam              | Periode   | Functie      | Programma (Sport)                          | Opmerkingen |
|  | ----------------- | --------- | ------------ | ------------------------------------------ | ----------- |
|  | Evert ten Napel   | 2022–0000 | Commentator  | (Voetbal)                                  | Freelancer  |
|  | Ragnar Niemeijer  | 2022–0000 | Commentator  | (Voetbal)                                  | Freelancer  |
|  | Jacques Nieuwlaat | 2022–0000 | Commentator  | Viaplay Darts (Darts)                      | [ 20 ]      |
|  | Bart Nolles       | 2022–0000 | Verslaggever | Viaplay Voetbal (Darts, hockey en voetbal) | [ 11 ]      |
|  | Teun de Nooijer   | 2022–2023 | Analist      | (Hockey)                                   | [ 11 ]      |

## P
|  | Naam              | Periode   | Functie     | Programma (Sport)         | Opmerkingen |
|  | ----------------- | --------- | ----------- | ------------------------- | ----------- |
|  | Steven Pienaar    | 2022      | Analist     | Viaplay Voetbal (Voetbal) |             |
|  | Johan van Polanen | 2022–0000 | Commentator | (Voetbal)                 | Freelancer  |

## R
|  | Naam              | Periode   | Functie     | Programma (Sport) | Opmerkingen |
|  | ----------------- | --------- | ----------- | ----------------- | ----------- |
|  | Robbert Reimering | 2022–0000 | Commentator | (Voetbal)         | Freelancer  |

## S
|  | Naam                | Periode   | Functie     | Programma (Sport)                                | Opmerkingen |
|  | ------------------- | --------- | ----------- | ------------------------------------------------ | ----------- |
|  | John van 't Schip   | 2022–2023 | Analist     | Viaplay Voetbal (Voetbal)                        |             |
|  | Angélique Schmeinck | 2022      |             | Celebrity MasterChef                             | [ 2 ]       |
|  | Pieter Schoen       | 2022      |             | Dragons' Den                                     | [ 7 ]       |
|  | Roland Scholten     | 2022–0000 | Analist     | Viaplay Darts (Darts)                            |             |
|  | Jaap Stam           | 2022–0000 | Analist     | Viaplay Premier Panel, Viaplay Voetbal (Voetbal) |             |
|  | Tim Steens          | 2022–0000 | Commentator | (Hockey)                                         | Freelancer  |
|  | Co Stompé           | 2022–0000 | Analist     | Viaplay Darts (Darts)                            |             |
|  | Thomas Schuurman    | 2022–0000 | Commentator | (Voetbal)                                        |             |

## T
|  | Naam        | Periode   | Functie | Programma (Sport)                                          | Opmerkingen |
|  | ----------- | --------- | ------- | ---------------------------------------------------------- | ----------- |
|  | Ho-Pin Tung | 2022–0000 | Analist | F1 Shakedown, F1 Track Talk, Viaplay Formule 1 (Formule 1) |             |

## V
|  | Naam                | Periode   | Functie       | Programma (Sport)                                          | Opmerkingen |
|  | ------------------- | --------- | ------------- | ---------------------------------------------------------- | ----------- |
|  | Noa Vahle           | 2022–2024 | Presentatrice | (Hockey en Voetbal)                                        | [ 11 ]      |
|  | Nelson Valkenburg   | 2022–0000 | Commentator   | Viaplay Formule 1 (Formule 1)                              | [ 13 ]      |
|  | Jos Verstappen      | 2022–0000 | Analist       | Verstappen - Lion Unleashed, Viaplay Formule 1 (Formule 1) | [ 21 ]      |
|  | Frank Vischschraper | 2022–0000 | Commentator   | Viaplay Darts (Darts)                                      | [ 22 ]      |
|  | Ron Vlaar           | 2023–0000 | Analist       | Viaplay Voetbal (Voetbal)                                  |             |

## W
|  | Naam              | Periode   | Functie     | Programma (Sport)                                                                      | Opmerkingen   |
|  | ----------------- | --------- | ----------- | -------------------------------------------------------------------------------------- | ------------- |
|  | Koen Weijland     | 2022–0000 | Presentator | F1 Shakedown, F1 Track Talk, Viaplay Formule 1, Viaplay Voetbal (Formule 1 en Voetbal) | [ 23 ] [ 12 ] |
|  | Tess Wester       | 2023      | Analist     | (Handbal)                                                                              |               |
|  | Koert Westerman   | 2022–0000 | Presentator | Viaplay Darts (Darts)                                                                  | [ 8 ]         |
|  | Sander Westerveld | 2022–0000 | Analist     | Viaplay Voetbal (Voetbal)                                                              |               |
|  | Aron Winter       | 2022–0000 | Analist     | Viaplay Voetbal (Voetbal)                                                              |               |
|  | Bas Witvoet       | 2022      |             | Dragons' Den                                                                           | [ 7 ]         |

## Y
|  | Naam    | Periode | Functie | Programma (Sport) | Opmerkingen |
|  | ------- | ------- | ------- | ----------------- | ----------- |
|  | Won Yip | 2022    |         | Dragons' Den      | [ 7 ]       |

## Z
|  | Naam                | Periode   | Functie     | Programma (Sport) | Opmerkingen |
|  | ------------------- | --------- | ----------- | ----------------- | ----------- |
|  | Diederik van Zessen | 2022–0000 | Commentator | (Voetbal)         | Freelancer  |